# Zdjęcia próbne
Zdjęcia próbne – polski film psychologiczny z 1976 roku we wspólnej reżyserii Agnieszki Holland, Pawła Kędzierskiego i Jerzego Domaradzkiego.
Film, mimo nowelowej budowy i faktu, że jest wczesnym dziełem trójki reżyserów, jest spójny myślowo i formalnie; żaden z twórców nie narzucił mu swojego indywidualnego rysu. Realistyczne obserwacje i fragmenty autentycznych zdjęć próbnych tworzą jedną całość, a obraz jest przez to jeszcze bliższy prawdziwemu życiu.

## Fabuła
Licealistka o imieniu Anna chce wyjechać z nudnego miasteczka, w którym mieszka. Wysyła swoje zdjęcia do studia filmowego, które poszukuje młodych aktorów-amatorów. Razem ze swoim chłopakiem, Tomkiem, wyjeżdża na weekend do domku campingowego. Niespodziewanie okazuje się, że chłopak traktuje ją jak sportowe wyzwanie – chce, aby przespała się też z jego kolegą. Wychowany w domu dziecka Paweł podejmuje pierwszą w życiu pracę i nawiązuje romans z Krystyną, starszą od niego zamężną kobietą. Nie chcąc oszukiwać jej męża, wyznaje mu prawdę, ale Krystyna nie chce zerwać małżeństwa. Losy Anki i Pawła splatają się na zdjęciach próbnych do filmu, w których oboje biorą udział.

## Obsada aktorska
- Daria Trafankowska − Anka Karaszkiewicz
- Andrzej Pieczyński − Paweł Burski
- Mirosława Marcheluk − lekarka Krystyna, żona Stefana
- Urszula Modrzyńska − matka Anki
- Sława Kwaśniewska − Wacka, ciotka Anki
- Zbigniew Bielski − Stefan, kierownik domu kultury
- Aleksander Maciejewski − Tomek, kolega Anki
- Bogdan Bentyn − Andrzej, kolega Tomka
- Andrzej Wajda − on sam
- Daniel Olbrychski − on sam
- Janusz Głowacki − mężczyzna w barze
- Andrzej Chrzanowski − aktor w mundurze niemieckiego oficera
- Maciej Karpiński − II reżyser, organizator zdjęć próbnych
- Janusz Zaorski − recepcjonista w hotelu
- Maria Wachowiak − kobieta kłócąca się z mężczyzną w barze
- Józef Badyda − maszynista sceny w domu kultury
- Adam Ferency − uczestnik zdjęć próbnych zastępujący Pawła
- Małgorzata Zajączkowska − uczestniczka zdjęć próbnych
- Agnieszka Holland - reżyser Agnieszka

i inni.

## Nagrody
- 1977 – Agnieszka Holland, Paweł Kędzierski, Jerzy Domaradzki: nagroda ZSMP za wybitne walory ideowo-wychowawcze (Łagów, Lubuskie Lato Filmowe)